# Plaza de toros de Gor
La plaza de toros de Gor es un inmueble situado en el término municipal de Gor (Granada) y que está declarado como Bien de Interés Cultural desde 1985 e inscrito dentro del paisaje megalítico del río Gor. El coso está levantado sobre los restos arqueológicos del antiguo castillo-palacio de los duques de Gor, cuyo origen se remonta a antes de noviembre de 1571.
Desde 1964, el edificio originario fue transformado para su uso taurino, convirtiéndose en la primera plaza de toros de fábrica de la localidad; y, desde 2003, acoge el certamen anual de novilladas de la Almendra de Plata. 

## Historia del edificio

### Palacio ducal
Tras la conquista de Granada, los Reyes Católicos concedieron a Sancho de Castilla, ayo del príncipe Juan, el beneficio sobre la villa de Gor así como poblaciones colindantes. A partir de este momento, instituido el señorío de Gor, la familia Castilla pasa a tomar posesión de la antigua fortaleza de la villa, de época nazarí, y pasando a ser vivienda señorial.

Las descripciones históricas hablan de esta construcción como una "fortaleza con cuatro torres y tiene buenos aposentos y con muchas rejas y bien aderezada, en donde vive don Diego de Castilla con su mujer e hijos". Pascual Madoz, en su Diccionario geográfico-estadístico-histórico de España (1845-1850), describe la conformación de la vivienda ducal:
"En el estreno del pueblo en una esplanada que domina el r. , se halla un palacio, casa-solariega de los expresados duques, que es un extenso cuadrilongo con torres algo salientes en Jos ángulos que miran al O. Su aspecto exterior parece que revela comodidad y recreo ; mas por dentro es una habitación incómoda, desabrigada y mal distribuida, con un gran patio que da luz á las piezas interiores del segundo y tercer piso la mayor parte de sus estancias han servido solo para graneros , y en lo bajo tiene almacenes oscuros y húmedos, y una huerta en todo el terreno que lo circunda, en declive por la parte del r." 
El abandono del edificio ya en el siglo XIX determinó su estado de ruina, lo que determinó la venta del inmueble por parte de sus propietarios, la adquisición de la vivienda por parte del ayuntamiento y la transformación de los restos arquitectónicos en una plaza de toros. 

### Plaza de toros
Para dar uso a los antiguos restos del antiguo castillo ducal, el ayuntamiento de Gor promovió la remodelación de la antigua fábrica. En 1948, sobre los restos desmantelados del palacio se iniciaron las obras, enfoscando parte de los muros originales e insertando sobre el patio de armas un ruedo circular; y sometiéndose a la protección de patrimonial de 1949. En estas obras, destaca la "la austeridad de su construcción y la traza circular del coso insertada en los muros de planta cuadrada del antiguo castillo-palacio, hacen que como plaza de toros también tenga un valor arquitectónico considerable".
En 2008, se acometieron algunas reformas dentro de la plaza, reforzando la estructura del edificio con un muro de hormigón, lo que acarreó la paralización de las obras hasta que la Junta de Andalucía resolviese la cuestión. En la actualidad, el edificio se encuentra en buen estado de conservación y continúa desarrollando su funcionalidad como coso taurino; acogiéndose los festejos que tienen lugar durante las fiestas en honor de su patrón, San Cayetano, en la segunda semana de agosto.

#### Inauguración de la plaza
La nueva plaza de toros de Gor, que sustituía a las construcciones efímeras que tuvieron lugar en la villa desde 1622, tuvo su inauguración en 1964, en el mes de septiembre, durante la feria de ganado. Se ponía así fin a la costumbre de Gor de levantar una plaza de madera o talanqueras, que se situó en distintos enclaves de la villa, como la plaza mayor, entre otros. Sin embargo, no sería hasta el año siguiente, 1965, cuando se empezasen a celebrar las corridas de toros en las fiestas patronales. 
Desde la entrada en vigor del reglamento taurino de Andalucía, la plaza de toros de Gor se acoge dentro de la clasificación de plaza de tercera categoría; conservando ciertas particularidades debido al carácter histórico-patrimonial de la plaza.

#### Efemérides
- 1987: se crea la primera Comisión Pro Toros, que es un nuevo sistema organizativo que se basa en la participación popular sin ánimo de lucro.[7]
- 1998: se crea la segunda Comisión Pro Toros, que es la organizadora hasta la fecha de los festejos, basándose en la participación de las escuelas taurinas.[7]
- 2003: se crea el trofeo La Almendra de Plata, basado en la promoción de jóvenes novilleros y dando prestigio a las novilladas sin picadores celebradas en la plaza de toros Gor.[7]
- 2014: se celebró el 50 aniversario de la plaza, colocándose una placa en el patio de cuadrillas.[8]